# Rémy Magloire Etoua
Pour les articles homonymes, voir Etoua.
 (décembre 2024).
 (décembre 2024).
La mise en forme du texte ne suit pas les recommandations de Wikipédia : il faut le « wikifier ».
Les points d'amélioration suivants sont les cas les plus fréquents. Le détail des points à revoir est peut-être précisé sur la page de discussion.
- Les titres sont pré-formatés par le logiciel. Ils ne sont ni en capitales, ni en gras.
- Le texte ne doit pas être écrit en capitales (les noms de famille non plus), ni en gras, ni en italique, ni en « petit »…
- Le gras n'est utilisé que pour surligner le titre de l'article dans l'introduction, une seule fois.
- L'italique est rarement utilisé : mots en langue étrangère, titres d'œuvres, noms de bateaux, etc.
- Les citations ne sont pas en italique mais en corps de texte normal. Elles sont entourées par des guillemets français : « et ».
- Les listes à puces sont à éviter, des paragraphes rédigés étant largement préférés. Les tableaux sont à réserver à la présentation de données structurées (résultats, etc.).
- Les appels de note de bas de page (petits chiffres en exposant, introduits par l'outil «  Source ») sont à placer entre la fin de phrase et le point final[comme ça].
- Les liens internes (vers d'autres articles de Wikipédia) sont à choisir avec parcimonie. Créez des liens vers des articles approfondissant le sujet. Les termes génériques sans rapport avec le sujet sont à éviter, ainsi que les répétitions de liens vers un même terme.
- Les liens externes sont à placer uniquement dans une section « Liens externes », à la fin de l'article. Ces liens sont à choisir avec parcimonie suivant les règles définies. Si un lien sert de source à l'article, son insertion dans le texte est à faire par les notes de bas de page.
- La présentation des références doit suivre les conventions bibliographiques. Il est recommandé d'utiliser les modèles {{Ouvrage}}, {{Chapitre}}, {{Article}}, {{Lien web}} et/ou {{Bibliographie}}. Le mode d'édition visuel peut mettre en forme automatiquement les références.
- Insérer une infobox (cadre d'informations à droite) n'est pas obligatoire pour parachever la mise en page.

Pour une aide détaillée, merci de consulter Aide:Wikification.
Si vous pensez que ces points ont été résolus, vous pouvez retirer ce bandeau et améliorer la mise en forme d'un autre article.
Rémy Magloire Dieudonné Etoua est un professeur titulaire des Universités au Cameroun, recteur de l’université de Yaoundé I, ancien recteur de l’Université de Bertoua et ancien directeur de l’Ecole nationale supérieure polytechnique de Yaoundé.

## Biographie
Rémy Magloire Dieudonné Etoua est né le 7 février 1968 à Biba Yevol dans un arrondissement de Biwong-Bulu du département de la Mvila, une région du Sud au Cameroun. Titulaire d'un doctorat en Mathématiques appliquées à l’Université de Montréal au Canada, il est professeur titulaire des universités et recteur de l’université de Yaoundé I depuis le 9 avril 2024.

## Parcours académique
Après une licence en Mathématiques à l'Université de Yaoundé I en 1996, Rémy Magloire Etoua poursuit des études de maîtrise et rédige un mémoire sur le thème "La famille de Bogdanov-Takens". De 2000 à 2002, il suit des études pour obtenir un Diplôme d'études approfondies dans la même université et va soutenir son mémoire sur le thème: "Formes normales formelles des champs de vecteurs formels et problème de classification". 
Rémy Magloire Etoua mènera ensuite sa thèse à l'Université de Montréal de 2004 à 2008. Il obtient un doctorat en Mathématiques appliquées. Le  sujet de thèse a porté sur l' "Étude modèle de Gause généralisée avec récolte de proies et fonction de Holling type III généralisée" sous la direction de Christiane Rousseau.

### Promotion
Au fil des années, Rémy Magloire Dieudonné Etoua évolura avec les titres suivants : assistant (2010-2011), chargé de cours (2011-2015), maître de conférences (2015-2020) et professeur titulaire des universités (depuis le 25 novembre 2020).

## Expérience professionnelle
Sur le plan professionnel, Rémy Magloire Etoua occupe plusieurs postes de responsabilités au Cameroun. Ainsi, il officie comme sous-directeur de la diplomation et de l'authentification au ministère de l'Enseignement supérieur de mars à août 2017,. Il était  membre de l'équipe d'experts chargée de l'implémentation de l'Université Inter-Etats Cameroun-Congo à Sangmélima où il avait pris la place de chef d'équipe pédagogique chargée des sciences mathématiques, de l'applications à la coordination administrative et académique provisoire de la filière TIC du Comité national de pilotage, et de suivi des activités de démarrage de l'Université Inter-Etats Cameroun- Congo à Sangmélima entre 2014 et 2017.
À partir de septembre 2017, Rémy Magloire Etoua devient le coordonnateur du Centre d'excellence africain en technologies de l'Information et de la communication (CETIC) de l'Université de Yaoundé I jusqu'en mars 2020. Puis, il occupera les fonctions de directeur de l'École nationale supérieure Polytechnique de l'Université de Yaoundé I du 27 juin 2017 au 3 juin 2022. Le 3 juin 2022, un décret du président de la République Paul Biya fera de lui le premier recteur de l'Université de Bertoua dans la région de l'Est. Il occupera ces fonctions jusqu'en avril 2024. Un autre décret présidentiel va nommer Rémy Magloire Etoua recteur de l'Université de Yaoundé I le 9 avril 2024.